# 音楽の翼
『音楽の翼』（おんがくのつばさ、原題：Upon the Wings of Music）は、フランス人ヴァイオリニスト、ジャン＝リュック・ポンティが1975年に発表したスタジオ・アルバム。

## 背景
アトランティック・レコード移籍第1弾アルバムに当たる。参加メンバーのうちラルフ・アームストロングは、1974年よりポンティと共にマハヴィシュヌ・オーケストラのメンバーとして活動していた。

## 反響・評価
アメリカでは自身初のBillboard 200入りを果たして最高158位を記録し、『ビルボード』のジャズ・アルバム・チャートでは33位に達した。スコット・ヤナウはオールミュージックにおいて5点満点中4.5点を付け「この優れた録音で、彼独特のフュージョンを演奏している様を聴ける」「8曲のオリジナル曲は、巧みに編曲されている一方、活気にも満ちている」と評している。

## 収録曲
全曲ともジャン＝リュック・ポンティ作曲。
1. 音楽の翼 - "Upon the Wings of Music" - 5:26
2. 答えのない質問 - "Question with No Answer" - 3:29
3. ナウ・アイ・ノウ - "Now I Know" - 4:27
4. 種々なるフォーク・ダンス - "Polyfolk Dance" - 5:13
5. ウェイヴィング・メモリーズ - "Waving Memories" - 5:44
6. 未来のエコー - "Echoes of the Future" - 3:12
7. ボーイング・ボーイング - "Bowing-Bowing" - 4:53
8. 人生の葛藤 - "Fight for Life" - 4:38

## 参加ミュージシャン
- ジャン＝リュック・ポンティ - ヴァイオリン、エレクトリック・ヴァイオリン、ヴィオレクトラ、ストリングス・シンセサイザー
- ダン・ソーヤー - エレクトリック・ギター(#8を除く全曲)
- レイ・パーカー・ジュニア - エレクトリック・ギター(on #8)、ギター・ソロ(on #4, #5)
- パトリース・ラッシェン - ピアノ、エレクトリックピアノ、シンセサイザー、オルガン、クラビネット
- ラルフ・アームストロング - ベース
- レオン・チャンクラー - ドラムス、パーカッション